# Tour de la province de Grosseto
Le Tour de la province de Grosseto (en italien : Giro della Provincia di Grosseto) est une course par étapes italienne, organisée en 2008 et 2009.
L'épreuve était classée en catégorie 2.1 au calendrier de l'UCI Europe Tour.

## Palmarès
| Année | Vainqueur           | Deuxième          | Troisième          |
| 2008  | Filippo Pozzato     | Grega Bole        | Mauro Santambrogio |
| 2009  | Daniele Pietropolli | Enrico Gasparotto | Stefano Garzelli   |